# Jackpot (musical)
Jackpot is een Amerikaanse oorlogsmusical die bedoeld was om het moreel in de VS tijdens de Tweede Wereldoorlog op te krikken.

## Productie
Jackpot is een musical met muziek van Vernon Duke, teksten van Howard Dietz en een musicalboek van Guy Bolton, Sidney Sheldon en Ben Roberts.
De productie werd geregisseerd door Roy Hargrave, met Nanette Fabray als Sally Madison, Betty Garrett als Sgt. Maguire, Allan Jones als Hank Trimble en in de kleine rol van Edna, de toekomstige romanschrijfster Jacqueline Susann (Valley of the Dolls). Choreograaf Flower Hujer danste in de productie.

## Première en ontvangst
Jackpot ging op 13 januari 1944 in première op Broadway in het Alvin Theatre. De musical viel echter niet in de smaak bij het publiek noch bij critici en werd op 11 maart 1944 na slechts 69 voorstellingen stopgezet.